# اولین فرانسیسکو
اِوِلین فرانسیسکو (انگلیسی: Evelyn Francisco؛ ‏ ۱۳ اوت ۱۹۰۴ – ۲۷ ژانویهٔ ۱۹۶۳) بازیگر اهل ایالات متحده آمریکا بود. دو خواهر او بتی فرانسیسکو و مارگارت فرانسیسکو نیز بازیگر بودند.
از فیلم‌هایی که وی در آن‌ها نقش داشته است، می‌توان به مادام بی‌هِـیو اشاره نمود.